# Diplostomum
Diplostomum es un género de trematodos digenéticos. En este género se incluyen muchas especies que son agentes de la llamada catarata verminosa que afecta a numerosos teleósteos de agua dulce como truchas, tencas y carpas.

## Ciclo de vida deDiplostomum spathacaeum
Todos los digenéticos son de ciclo indirecto. Aves piscívoras como las gaviotas, cormoranes y garzas son los huéspedes definitivos en los que alcanzan  la madurez sexual.  Tras ello liberan huevos al medio vía materia fecal. Una vez liberada del huevo la larva miracidio puede ser ingerida por caracoles anfibios del género Lymnaea o Galba que actúan como primeros hospedadores intermediarios. En estos se desarrollan dos fases larvarias y luego liberan al agua las cercarias serán ingeridas por peces teleósteos dulceacuícolas que actuarán como segundos hospedadores intermediarios.
En los caracoles, los parásitos se alimentan tanto del hepatopáncreas como de las gónadas, deprimen nutrientes y causan castración parasitaria, en ocasiones también gigantismo. 
Las cercarias pasan al agua y penetran en los peces atravesando los tejidos. Las larvas del parásito (diplostómulas) causan una patología sistémica al extenderse por los tejidos, y aquellas que acceden al ojo quedan en el cristalino ocasionando ceguera parcial o total. De ahí el nombre de la enfermedad que causan, catarata verminosa.
El pez afectado es una presa fácil para el hospedador definitivo. Así la patología ofrece una mayor facilidad para el cierre del ciclo biológico. Las migraciones de las aves hospedadoras aseguran una mayor distribución del parásito.  
Este género es de interés sobre todo por las pérdidas económicas producidas en piscifactorías. Como prevención, podríamos eliminar la vegetación para disminuir las poblaciones de caracoles, aumentar la turbulencia del agua para reducir la transmisión de las cercarias, aplicar radiaciones UV para eliminarlas , o añadir compuestos químicos si se trata de estanques pequeños. Añadir antihelmínticos al agua o en el pienso podría ser otro método.
Las cercarias de Diplostomum son totalmente inespecíficas, pueden penetrar también en reptiles, aves y mamíferos (incluyendo a los humanos). En España se ha encontrado Diplostomum en Extremadura, Cataluña y Aragón, ocasionando epizootías en piscifactorías.